# Щавель лесной
Щавель лесной (лат. Rumex sylvestris) — многолетнее травянистое растение, вид рода Щавель (Rumex) семейства Гречишные (Polygonaceae).
Таксономическое положение вида различается в зависимости от классификации, некоторыми систематиками таксон полагается в ранге подвида как Щ. туполистный разновидность лесная (Rumex obtusifolius var. sylvestris), другими — как вид Щ. лесной. В базе данных сайта Список растений Мировой флоры онлайн вид указан в статусе ожидающего подтверждения таксономического положения.

## Ботаническое описание
По основным характеристикам таксон схож с видом Щавель туполистный, незначительно отличаясь формой и размерами околоцветника.
Многолетнее травянистое растение с прямым, ветвящимся в верхней половине стеблем до 1,2 м высотой. Ветви дугообразно поникающие, образуют широкометельчатое соцветие.
Прикорневые листья продолговато-яйцевидные, шириной вполовину длины, тонкие, нежные, плоские, голые или слегка опушенные, темно-зеленой окраски. Размеры — до 25 см в длину и 12 см шириной. Черешки тонкие, длиннее листовой пластинки. Стеблевые листья меньшего размера, на более коротких черешках, овально-ланцетной формы с сердцевидным основанием.
Соцветие рыхлое, малоцветковое, облиственное или безлистное. Цветоносы тонкие. Внутренние доли околоцветника овально-треугольные, тупые, до 6 мм длиной. Одна или все три с желвачками, по краю с зубцами, равными ширине доли или превосходящими её.

## Распространение и экология
Природный ареал охватывает Скандинавию, Среднюю и Атлантическую Европу, западное и восточное Средиземноморье, Балканы, Иран.
В России встречается повсеместно на европейской части, кроме северных регионов, на Кавказе.
Произрастает по лесам, на полянах, в оврагах, среди кустарников, на сорных местах, в садах и огородах.

## Классификация

### Таксономия
- Rumex sylvestris Wallr., 1822, Sched. Crit. 161

Вид Щавель лесной включается в род Щавель (Rumex) семейства Гречишные (Polygonaceae) порядка Гвоздичноцветные (Caryophyllales), последовательно входящего в клады Суперастериды → Эвдикоты → Цветковые растения. Таксономическая схема в соответствии с Системой APG IV по состоянию на декабрь 2023 года:
|  |                          |  |                                   |                                   |                     |  | еще 40 семейств | еще 40 семейств |                   |  |  |  | 152 подтвержденных вида и еще 493 таксона в статусе "неподтвержденных" |
|  |                          |  |                                   |                                   |                     |  | еще 40 семейств | еще 40 семейств |                   |  |  |  | 152 подтвержденных вида и еще 493 таксона в статусе "неподтвержденных" |
|  |                          |  |                                   | порядок Гвоздичноцветные          |                     |  |                 |                 | род Щавель        |  |  |  |                                                                        |
|  |                          |  |                                   | порядок Гвоздичноцветные          |                     |  |                 |                 | род Щавель        |  |  |  |                                                                        |
|  | клада Цветковые растения |  |                                   |                                   | семейство Гречишные |  |                 |                 | вид Щавель лесной |  |  |  |                                                                        |
|  | клада Цветковые растения |  |                                   |                                   | семейство Гречишные |  |                 |                 |                   |  |  |  |                                                                        |
|  |                          |  | ещё 63 порядка цветковых растений | ещё 63 порядка цветковых растений |                     |  |                 | еще 60 родов    | еще 60 родов      |  |  |  |                                                                        |
|  |                          |  |                                   | ещё 63 порядка цветковых растений |                     |  |                 |                 | еще 60 родов      |  |  |  |                                                                        |